# Grote Rupsendoder
De grote rupsendoder (Ammophila sabulosa) is een vliesvleugelig insect uit de familie van de langsteelgraafwespen (Sphecidae). De wetenschappelijke naam van de soort is gepubliceerd in 1758 door Linnaeus in de tiende editie van Systema naturae.

## Kenmerken
De soort is makkelijk herkenbaar door zijn karakteristieke lange, smalle taille met een oranje-rode band.

## Leefwijze
Het zijn solitair levende wespen die vaak op jacht gaan naar insecten en andere geleedpotigen.

## Verspreiding
De grote rupsendoder komt algemeen voor Europa.